# Regionalwahl im Piemont 1995
Die Regionalwahl im Piemont 1995 fand am 23. April statt; der Regionalrat und der Präsident der Region wurden gleichzeitig gewählt.

## Wahlergebnis
| Kandidaten                   | Kandidaten        | Stimmen   | %    | Listen                               | Stimmen   | %    | Mandate |
| ---------------------------- | ----------------- | --------- | ---- | ------------------------------------ | --------- | ---- | ------- |
|                              | Enzo Ghigogewählt | 1.059.602 | 39,7 | Forza Italia – Il Polo Popolare      | 588.171   | 26,7 | 14      |
| Alleanza Nazionale           | Enzo Ghigogewählt | 1.059.602 | 39,7 | 247.103                              | 11,2      | 6    |         |
| Centro Cristiano Democratico | Enzo Ghigogewählt | 1.059.602 | 39,7 | 65.099                               | 3,0       | 1    |         |
| Mandate der Listengruppe     | Enzo Ghigogewählt | 1.059.602 | 39,7 | –                                    | –         | 12   |         |
| ↳ Gesamt                     | Enzo Ghigogewählt | 1.059.602 | 39,7 | 900.373                              | 40,9      | 33   |         |
|                              | Giuseppe Pichetto | 938.280   | 35,2 | Partito Democratico della Sinistra   | 478.615   | 21,7 | 11      |
| Popolari                     | Giuseppe Pichetto | 938.280   | 35,2 | 136.664                              | 6,2       | 3    |         |
| Patto dei Democratici        | Giuseppe Pichetto | 938.280   | 35,2 | 76.592                               | 3,5       | 2    |         |
| Federazione dei Verdi        | Giuseppe Pichetto | 938.280   | 35,2 | 59.238                               | 2,7       | 1    |         |
| Partito Pensionati           | Giuseppe Pichetto | 938.280   | 35,2 | 35.162                               | 1,6       | 1    |         |
| Popolari e Democratici       | Giuseppe Pichetto | 938.280   | 35,2 | 8.507                                | 0,4       | –    |         |
| ↳ Gesamt                     | Giuseppe Pichetto | 938.280   | 35,2 | 794.778                              | 36,1      | 18   |         |
|                              | Domenico Comino   | 296.966   | 11,1 | Lega Nord                            | 217.194   | 9,9  | 5       |
|                              | Giovanni Alasia   | 248.158   | 9,3  | Partito della Rifondazione Comunista | 203.842   | 9,3  | 4       |
|                              | Carmelo Palma     | 54.436    | 2,0  | Lista Pannella – Riformatori         | 35.899    | 1,6  | –       |
| Fronte Autonomista           | Carmelo Palma     | 54.436    | 2,0  | 2.703                                | 0,1       | –    |         |
| ↳ Gesamt                     | Carmelo Palma     | 54.436    | 2,0  | 38.602                               | 1,8       | –    |         |
|                              | Alessandro Lupi   | 45.428    | 1,7  | Verdi Verdi                          | 31.145    | 1,4  | –       |
|                              | Renzo Rabellino   | 26.006    | 1,0  | Piemonte Nazione d’Europa            | 16.356    | 0,7  | –       |
| Gesamt                       | Gesamt            | 2.668.876 | 100  |                                      | 2.202.290 | 100  | 60      |